# Aeroportul Huntingburg
Aeroportul Huntingburg (IATA: HNB, ICAO: KHNB, FAA LID: HNB) este un aeroport din Indiana, Statele Unite ale Americii ce deservește zona Huntingburg⁠(d). Aeroportul a fost tranzitat în 2017 de 118 pasageri. A fost numit după zona deservită.
Situat la o altitudine de 161 m, aeroportul dispune de 1 pistă.

## Infrastructură

### Piste
Aeroportul dispune de o singură pistă. Pista 09/27 are suprafața de asfalt și dimensiunile 5.000 picioare × 75 picioare. 